# Yoshi's Safari
Yoshi's Safari, conhecido no Japão como Yoshi's Road Hunting (ヨッシーのロードハンティング, Yosshī no Rōdo Hantingu), é um jogo de tiro desenvolvido pela Nintendo Research & Development 1 e publicado pela Nintendo para o Super Nintendo Entertainment System. É o único jogo da série Mario que apresenta jogabilidade de tiro em primeira pessoa e necessita do acessório de pistola de luz Super Scope. Jogando como Mario e seu dinossauro de estimação Yoshi, o jogador embarca em uma missão para salvar o reino de Jewelry Land de Bowser e seus Koopalings, que sequestraram seus governantes e roubaram 12 gemas. O jogo apresenta 12 níveis em que o jogador atira em inimigos como Goombas e Koopas e coleta power-ups e moedas.  No final de cada nível, o jogador se envolve em uma fase chefão. A Nintendo pediu que seu departamento R&D1 começasse o desenvolvimento de Yoshi's Safari em resposta à crescente popularidade do Super Scope. O jogo foi o primeiro do Super Scope a utilizar o modo gráfico chamado de Mode 7, e o futuro do periférico dependia do desempenho do jogo.
A Nintendo lançou Yoshi's Safari no Japão e na América do Norte perto do fim de 1993, e em regiões PAL no ano seguinte. O jogo recebeu críticas positivas de críticos de jogos eletrônicos, que elogiaram sua apresentação — principalmente os visuais — e a jogabilidade; alguns o rotularam como o melhor título que utiliza o Super Scope. No entanto, recebeu críticas por sua curta duração e baixo nível de dificuldade. O jogo ganhou pouca atenção e falhou comercialmente, atribuído ao seu lançamento coincidindo com uma controvérsia em torno do relançamento do popular jogo de arcade Mortal Kombat, de 1992. A maioria das adições de Yoshi's Safari ao universo de Mario foram ignoradas nos jogos subsequentes, e nunca foi relançado.

## Jogabilidade e enredo

O jogador (da perspectiva de Mario) e Yoshi lutando contra um Koopa Troopa pilotando um mecha

Yoshi's Safari é um jogo de tiro de pistola de luz visto de uma perspectiva em primeira pessoa. O jogo apresenta doze fases e necessita do Super Scope, uma pistola de luz e periférico para o Super Nintendo Entertainment System, para ser jogado. O jogador visualiza o jogo da perspectiva de Mario montado nas costas de seu dinossauro de estimação Yoshi e usa o Super Scope para atirar nos inimigos, incluíndo Goombas, Koopas, e Cheep-Cheeps. À medida que o jogador dispara com o Super Scope, um medidor de potência cairá; disparar muito rápido o esgotará e causará longas pausas entre os tiros, fazendo com que o jogador fique mais vulnerávrl a ataques inimigos. O jogo apresenta um modo multijogador, onde um jogador controla Mario usando um Super Scope e outro controla Yoshi usando um controle tradicional do SNES. No modo de um jogador, Yoshi é controlado automaticamente.
Após selecionar um nível do mundo principal, o jogador precisa terminá-lo dentro de um tempo-limite. Além de atirar em inimigos, o jogador atira em blocos com ponti de interrogação para ganhar moedas, e ganhará uma vida extra coletando sessenta. O jogador perde vidas se inimigos esgotarem sua barra de vida, se cair em um poço com menos de três moedas ou se não conseguir completar o nível dentro do prazo estipulado. Perder todas as vidas resulta em um game over, forçando o jogador a reiniciar. Os níveis apresentam caminhos ramificados que levam a diferentes inimigos e prêmios, embora eles sempre terminem no mesmo caminho, que leva a uma batalha contra um chefão. Os chefões incluem Koopalings pilotando mechas, versões maiores de inimigos normais e Bowser. Power-ups, como cogumelos, flores de fogo e estrelas fornecem ao jogador uma vida extra, poder de fogo e invencibilidade, respectivamente. Alguns power-ups só podem ser usado durante batalhas contra chefões.
Yoshi's Safari se passa em Jewelry Land — um local semelhante ao Reino do Cogumelo — e apresenta uma história simples. O antagonista da série, Bowser, e seus Koopalings sequestram King Fret e Prince Pine, governantes de Jewelry Land, e roubam as doze gemas mágicas que protegem o reino de danos, causando um terremoto que o divide em dois. Um dos Koopalings, Iggy, projeta poderosos mecanismos que ajudam o exército de Bowser em sua invasão. A Princesa Peach envia Mario e Yoshi em uma missão para derrotar Bowser, recuperar as gemas e libertar os dois governantes. Quando o jogador completa o jogo, ele recebe um código de cheat que, quando inserido na tela de título, aumenta o nível de dificuldade. O jogo também possui uma tabela de classificação para incentivar jogatinas e para que os jogadores possam acompanhar suas pontuações.

## Desenvolvimento e lançamento

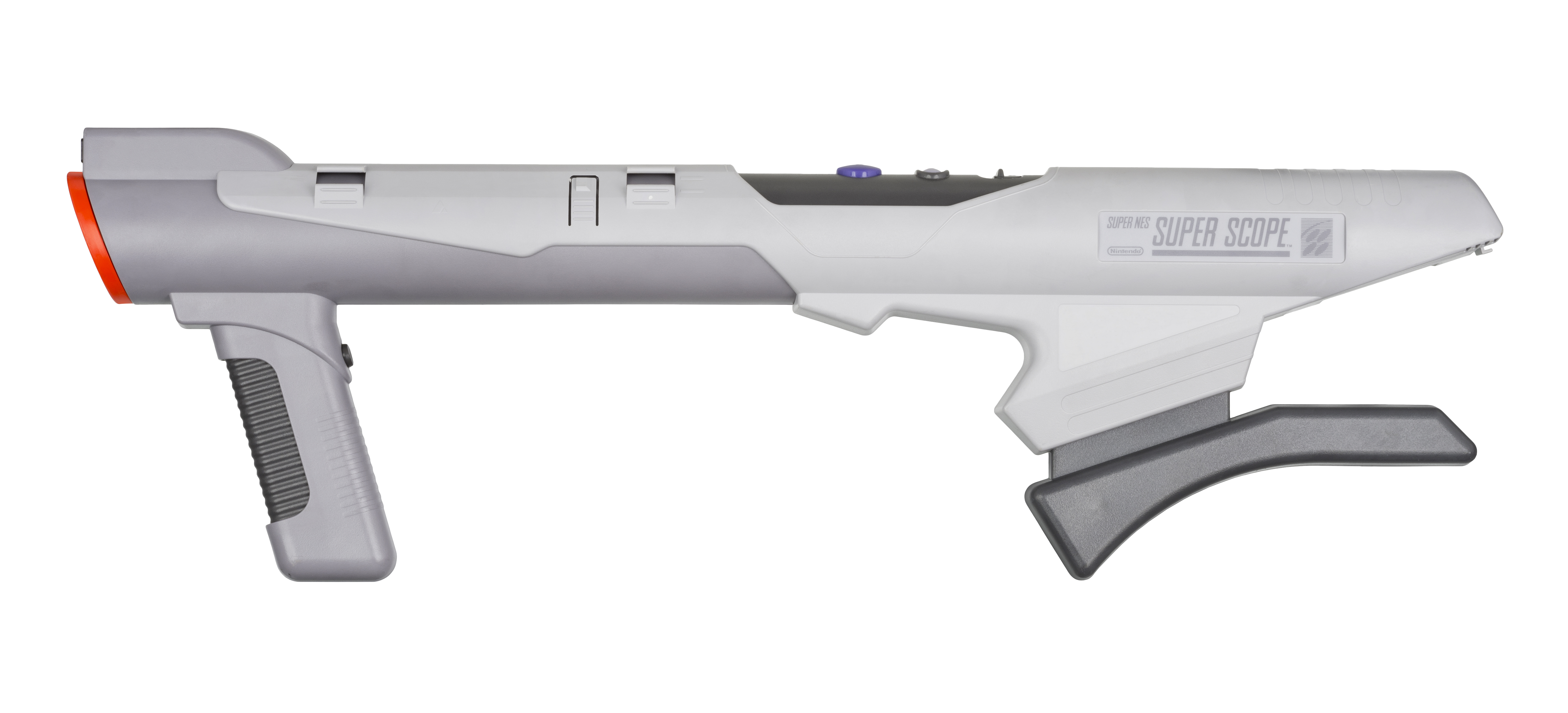
Um Super Scope

Em fevereiro de 1992, a Nintendo lançou o Super Scope, sucessor de seu popular NES Zapper para o Nintendo Entertainment System. Na época, a Nintendo estava em forte concorrência com a Sega, uma empresa conhecida por seus jogos e publicidade "legais", e precisava de uma vantagem sobre esse novo rival. Porém, ao contrário de seu antecessor, o Super Scope foi apenas um sucesso moderado e, em 1993, correu o risco de desaparecer na obscuridade. O gerenciamento da Nintendo percebeu que a relevância do periférico estava diminuindo e pediu para que o departamento R&D1 da empresa desenvolvesse um jogo de Super Scope apresentando Mario. O futuro do Super Scope dependia do desempenho deste jogo. Yoshi's Safari foi o primeiro jogo do Super Scope a utilizar o modo gráfico Mode 7 do SNES, que criou uma impressão de gráficos de computador em 3D e tornou a jogabilidade mais realista.
A Nintendo lançou Yoshi's Safari no Japão em 14 de julho de 1993 sob o título Yoshi's Road Hunting, e na América do Norte em setembro. Foi lançado em regiões PAL em 1994. O título não atraiu muita atenção após o lançamento. Seu lançamento na América do Norte coincidiu com o relançamento do popular Mortal Kombat, de 1992. De acordo com a IGN, a decisão da Nintendo de suavizar o sangue e o gore da versão de SNES deste jogo atraiu a atenção do público de Yoshi's Safari.

## Recepção e legado
Apesar de Yoshi's Safari ter falhado comercialmente, que a IGN atribuiu à sua confiança no Super Scope e o fiasco de Mortal Kombat, o jogo recebeu elogios dos críticos. A apresentação — particularmente os visuais — foi bem recebida. As revistas Joypad, Electronic Gaming Monthly (EGM), e Nintendo Magazine System consideraram os gráficos e a rolagem suave entre os destaques do jogo. A Joypad escreveu que a animação era fluida e a Nintendo Magazine System disse que os gráficos eram adequados ao tema Mario, enquanto a Nintendo Power chamou os personagens de coloridos e brilhantes. A The Los Angeles Times elogiou o uso do Mode 7, descrevendo os gráficos como excelentes e coloridos. A Joypad e a Nintendo Magazine System elogiaram a música, enquanto a Joypad escreveu que era simples, mas que ainda era bom.
Os críticos também elogiaram a jogabilidade, com a Joypad e a Nintendo Magazine System nominando Yoshi's Safari como o melhor jogo do Super Scope. Joypad elogiou o modo multijogador e escreveu que, embora o jogo fosse um pouco caro, valia a pena comprar para os proprietários do Super Scope. O jogo teve mais profundidade do que outros títulos do Super Scope, escreveu a Nintendo Magazine System, por causa de sua variedade e trajetórias de ramificação de níveis. A Joypad e a Nintendo Power respectivamente elogiaram os controles como responsivos e fáceis de usar. No entanto, a curta duração e a baixa dificuldade do jogo foram os principais aspectos das críticas. Os revisores da Nintendo Magazine System disseram que terminaram o jogo inteiro de uma só vez e estimaram que isso proporcionaria no máximo uma semana de entretenimento. A Nintendo Magazine System e a Nintendo Power sugeriram que o jogo era voltado para um público mais jovem, com o primeiro afirmando que jogadores iniciantes encontrariam divertimento, mas jogadores experientes ficariam querendo mais.
O fracasso de Yoshi's Safari significava que o Super Scope era comercialmente inviável para a Nintendo. O criador de Mario e Yoshi, Shigeru Miyamoto, que estava trabalhando em Super Mario World 2: Yoshi's Island na época, não gostou de Yoshi's Safari e se esforçou para tornar seu jogo mais autêntico. Jogos estrelados por Yoshi não ganharam muita popularidade até Yoshi's Island, e Yoshi's Safari permanece relativamente obscuro. As adições do título ao universo Mario, como a Jewelry Land, foram ignoradas em jogos subsequentes. Yoshi's Safari é notável por ser o primeiro jogo do Mario a se referir à Princesa como "Peach" em vez de "Toadstool" em territórios ocidentais. A Nintendo iria posteriormente reviver seus jogos antigos relançando-os por meio do serviço Virtual Console, mas Yoshi's Safari nunca foi relançado, e a IGN observou que seu 25º aniversário passou em 2018 com pouca fanfarra. O jogo continua sendo o único jogo de tiro em primeira pessoa da série Mario.
A IGN lamentou a obscuridade do jogo em uma retrospectiva de 2019 e achou que merecia mais reconhecimento, escrevendo que o jogo foi e ainda é um destaque na franquia Mario. Os "aspectos peculiares" do título — como seu tema de ficção científica (em contraste com a fantasia anterior de jogos do Mario), música upbeat e uso do Super Scope — pavimentou o caminho para jogos mais experimentais da franquia, como Mario + Rabbids Kingdom Battle de 2017: "embora longe de ser perfeito, [Yoshi's Safari] ainda estava à frente do seu tempo em certos aspectos." O escritor também disse que é "uma vergonha" o jogo nunca ter sido relançado.